# Amt Barnim-Oderbruch
Het Amt Barnim-Oderbruch is een samenwerkingsverband van zes gemeenten in het Landkreis Märkisch-Oderland in de Duitse deelstaat Brandenburg. Barnim-Oderbruch telt 6.812 inwoners. Het bestuurscentrum is gevestigd in de stad Wriezen, die zelf echter geen deel uitmaakt van het amt.

## Gemeenten
Het amt omvat de volgende gemeenten:
1. Bliesdorf (956)
2. Neulewin (1.070)
3. Neutrebbin (1.604)
4. Oderaue (1.848)
5. Prötzel (1.198)
6. Reichenow-Möglin (629)

Altlandsberg ·
Alt Tucheband ·
Bad Freienwalde ·
Beiersdorf-Freudenberg ·
Bleyen-Genschmar ·
Bliesdorf ·
Buckow (Märkische Schweiz) ·
Falkenberg ·
Falkenhagen (Mark) ·
Fichtenhöhe ·
Fredersdorf-Vogelsdorf ·
Garzau-Garzin ·
Golzow ·
Gusow-Platkow ·
Heckelberg-Brunow ·
Höhenland ·
Hoppegarten ·
Küstriner Vorland ·
Lebus ·
Letschin ·
Lietzen ·
Lindendorf ·
Märkische Höhe ·
Müncheberg ·
Neuenhagen bei Berlin ·
Neuhardenberg ·
Neulewin ·
Neutrebbin ·
Oberbarnim ·
Oderaue ·
Petershagen/Eggersdorf ·
Podelzig ·
Prötzel ·
Rehfelde ·
Reichenow-Möglin ·
Reitwein ·
Rüdersdorf bei Berlin ·
Seelow ·
Strausberg ·
Treplin ·
Vierlinden ·
Waldsieversdorf ·
Wriezen ·
Zechin ·
Zeschdorf